# SS Great Western
Az SS Great Western egy Isambard Kingdom Brunel által épített gőzhajó volt, amely elnyerte az Atlanti-óceánt leggyorsabban átszelő hajónak járó Kék Szalagot 1838-ban.

## Építése
A Great Western az első volt a viktoriánus kor legkiválóbb építésze és építőmérnöke, Isambard Kingdom Brunel három óceánjárója közül. A hajó a transzatlanti menetrend szerinti gőzösjárat üzemeltetésére alakított Great Western Steamship Company számára készült William Patterson bristoli hajóépítő üzemében. A hajógépeket a londoni Maudslay, Sons and Field gyártotta.
A vaspántokkal megerősített hajótest fából készült. A lapátkerekes Great Western volt az első gőzös, amelyet rendszeres transzatlanti átkelésre szántak. A gőzgép mellett négy árbócnyi vitorlázat segítette a haladásban. Korának legnagyobb hajója volt. A Great Western 72 méter hosszú, 2340 tonna vízkiszorítású hajó volt, amely 148 utast tudott szállítani. A belső tér csaknem felét a hatalmas kazánok foglalták el. A főszalon 22,8 méter hosszú és 10,3 méter széles volt. A hajó a korabeli vitorlásokhoz képest luxuskörülményeket biztosított utasainak. A Great Western egy éven át a világ legnagyobb hajója volt, az elsőséget a British Queen vette el tőle.

## Pályafutása
A hajót 1837. július 19-én bocsátották vízre, majd Londonba ment, ahol beszerelték a gőzgépet. A Bristolba visszavezető úton tűz ütött ki a kazánházban, és Brunel is megsérült, amikor öt és fél méter magasból lezuhant egy égő létráról. A baleset nem okozott komoly kárt, de megrémítette azokat az utasokat, akik jegyet foglaltak a hajó első New York-i útjára. Az 57 jegyet vásárló utasból ötven lemondta az utat, mert azt túl kockázatosnak tartotta.

### A verseny
A Great Western Steamship Company első számú ellenfele egy londoni székhelyű cég, a Junius Smith által irányított British and American Steam Navigation volt a transzatlanti versenyben. A két céget nagyjából ugyanabban az időben, ugyanazzal a céllal alapították, de a British and American Steam Navigation hajója nem készült el időben.
A társaság 1838. április 4-én útnak indította Corkból a 700 BRT vízkiszorítású csatornagőzöst, a Siriust, hogy mindenképpen megelőzze a Great Westernt, amely 1838. április 8-án indult első transzatlanti útjára. A négynapos előny ellenére a Sirius mindössze 12 órával előbb érte el New Yorkot, mint a Great Western. Ez utóbbi az út során elérte a 8,66 csomós (16 km/h) sebességet, és 15 napos teljesítménye azt jelentette, hogy a gőzös fele annyi idő alatt szelte át az óceánt, mint egy vitorlás.
A Siriusból kiszerelték az utasok szálláshelyének egy részét, hogy jóval több szenet szállíthasson, mint egyébként, ennek ellenére a legénység kénytelen volt eltüzelni a kabinok berendezését, a tartalék keresztárbócokat és egy árbócot. A Great Western úgy érkezett meg New Yorkba, hogy 203 tonna szenet el sem használt a raktárában felhalmozott készletből. A Great Western később egy teljes hajónemzedék "mintadarabja" lett.

### 1838-1856
A hajó 1838 és 1840 között átlagosan 7,95 csomós (14,6 km/h) sebességgel, 16 nap alatt tette meg a transzatlanti utat. A Great Western 1843 után nem Bristolból, hanem Liverpoolból indult. A hajó hosszú időn át termelt nyereséget, 1843-ban csaknem nyolcezer fontot. Nyolc éven át szállított utasokat az Atlanti-óceán két partja között, az utat 45 alkalommal tette meg.
1846-ban az üzemeltető cég becsődölt másik óriásgőzöse, a Great Britain zátonyra futása miatt. A Great Westernt eladták a Royal Mail Steam Packet Co.-nak, amely nyugat-indiai utakra küldte, majd csapatokat szállított a krími háborúba. 1856-ban ócskavasként értékesítették, majd Millbankben szétdarabolták.